# Francisco Valido
Francisco Valido es un político español nacido en Telde (Las Palmas, Canarias). 

## Biografía
En su juventud realizó distintos oficios, como el de vendedor de hortalizas. Entró en la política local a través de movimientos vecinales. Ha militado en el Centro Democrático y Social, Centro Canario Nacionalista (dentro de Coalición Canaria), y Partido Popular. Antes de ser elegido alcalde de Telde tras las elecciones de 2003 en las filas del PP, había ocupado la Concejalía de Turismo, Playas y Mercados con Coalición Canaria.
En noviembre del 2006 fue detenido junto a otros concejales del PP en Telde por un presunto delito de cobro de comisiones ilegales, dentro de la Operación Faycán.
Posteriormente, tras la celebración del juicio en 2018, la audiencia provincial lo absolvió mediante sentencia el 31 de julio de ese año de todas las acusaciones que pesaban sobre él, quedando demostrado que no cometió delito alguno, ni cobró comisiones ni cualquier otra práctica reprobable o ilegal. La Sección Sexta de la Audiencia Provincial de Las Palmas, en un auto de fecha 23 de enero de 2019, confirma la sentencia absolutoria dictada el pasado 31 de julio en la que se absolvía, entre otros, a Paco Válido de cualquier acusación hacia su persona.